# Centro Nacional de Cultura
O Centro Nacional de Cultura (CNC) MHIH • MHL é uma associação cultural fundada em 1945 e sediada na Rua António Maria Cardoso n.º 68, em Lisboa.
Criada em 1945, por um grupo de jovens onde se encontravam elementos da Mocidade Portuguesa, membros da Ação Católica Portuguesa e apoiantes da Monarquia, unidos pelo propósito de promover em Portugal o acesso a uma cultura livre e pluridisciplinar. 
Em pleno salazarismo, a associação tornou-se num espaço de encontro e diálogo entre os diversos sectores políticos e ideológicos, integrando figuras que constituem hoje uma referência da cultura portuguesa. Gonçalo Ribeiro Telles, Sophia de Mello Breyner, Francisco Sousa Tavares, António Alçada Batista, João Benard da Costa, Helena Vaz da Silva e Guilherme d'Oliveira Martins, foram dirigentes do CNC, imprimindo-lhe a dinâmica e o carácter de uma instituição cultural de projecção internacional.   
Desde o 25 de Abril de 1974, tem prosseguido uma missão baseada na defesa do património cultural português, à divulgação da cultura portuguesa e à actualização das relações no mundo. Tem uma programação variada, dividida entre exposições, lançamento de publicações, colóquios, sessões de formação ou viagens de estudo, desenvolvendo ainda projectos em parceria com congéneres de outros países europeus e acolhendo estagiários e artistas estrangeiros ao longo do ano. 
A 9 de Junho de 1995 foi feita Membro-Honorário da Ordem do Infante D. Henrique e a 10 de Maio de 2005 foi feita Membro-Honorário da Ordem da Liberdade.
O CNC  pertence a diversas redes culturais internacionais e é a entidade representante da Europa Nostra em Portugal. 
A Direcção do CNC é presidida por Maria Calado, o Conselho Fiscal por Augusto Ferreira do Amaral e a Assembleia-Geral por Pedro Roseta.